# Henricia gemma
Henricia gemma är en sjöstjärneart som beskrevs av Clark och Jewett 20. Henricia gemma ingår i släktet Henricia och familjen krullsjöstjärnor. Inga underarter finns listade i Catalogue of Life.